# Ahmed Draïa
Ahmed Draïa (en arabe : أحمد دراية), né le 10 mai 1929 à Souk Ahras en Algérie et mort le 3 février 1988 à Lisbonne au Portugal, est un homme politique algérien.

## Biographie

### Jeunesse
Ahmed Draïa naît le 10 mai 1929 dans la ville de Souk Ahras dans l’est de l’Algérie, fils d’Abd al-Hafiz et de Hafsiyah bint al-Jilali, il enseigne les écrits coraniques puis étudie également à l’école française de Picard jusqu’en 1942.

### Lutte pour l'indépendance algérienne
Le patriotisme d'Ahmed Draïa a commencé avec son entrée dans les scouts islamiques entre les années 1940 à 1945, puis s'est développé par la suite, où il est devenu membre du Mouvement pour le triomphe des libertés démocratiques, puis chef du régiment des martyrs Badji Mokhtar en 1953, puis chargé de la communication entre la ville de Souk Ahras et Ouenza.
Après le déclenchement de la guerre d'indépendance, il a repris l'organisation interne de la révolution entre Souk Ahras et Ouenza, puis a rejoint l'Armée de libération nationale en 1956, où il a été promu commandant de la base orientale chargé des enquêtes en 1957.
En 1958, il est impliqué dans le " complot des colonels ", dont le but était de  renverser le gouvernement provisoire de la République algérienne (GPRA) et d'étendre le conflit franco-algérien à la Tunisie. Il est condamné par un tribunal présidé par Houari Boumediène, et emprisonné. Il est libéré en 1960 et envoyé à la frontière algéro-mauritanienne pour implanter l'Armée de libération nationale (ALN) dans tout le Sud algérien.

### Après l'indépendance
En 1963 il est nommé commandant des CNS (Compagnies nationales de sécurité), le corps d'élite de la police. En 1964, il devient membre du Comité central du Front de libération nationale. Il est nommé directeur général de la sûreté nationale en juin 1965 et joue alors un rôle important dans le coup d'état qui renverse Ben Bella au profit de Boumediène. Il devient membre du Conseil de la Révolution le 19 juin 1965 et est nommé procureur général de la Cour révolutionnaire créée pour « atteintes contre la révolution et les infractions contre la sûreté de l'État » ; à ce titre, en avril 1969, il demande la peine de mort à l'encontre de Krim Belkacem, Slimane Amirat, Lichani Belkacem, Tamsaout Belkacem et Amoukrane Omar, principaux animateurs du Mouvement démocratique pour le renouveau algérien (M.D.R.A.), accusés notamment d'atteinte à la sûreté de l'État. Il est promu colonel en juin 1969. En juillet 1969, il  demande la peine capitale pour Tahar Zbiri, coupable d'une tentative de putsch.
En 1977, il est nommé ministre des Transports, remplacé à la tête de la sûreté nationale par El Hadi Khediri. Selon le journal Le Monde, cette nomination ne peut s'apparenter à une promotion. En 1983, il est écarté du Comité central du FLN lors du cinquième congrès du parti.
En 1984, il est nommé ambassadeur d'Algérie au Portugal. Il meurt le 03 février 1988 d'un cancer du poumon à Lisbonne.

## Hommages
L'école de police de Dar El Beïda porte son nom depuis le 22 juillet 2018. L'université d'Adrar porte son nom ainsi qu'un quartier de Souk Ahras, la cité Ahmed Draïa.